# ANAPA Rete ImpresAgenzia
ANAPA Rete ImpresAgenzia – Associazione Nazionale Agenti Professionisti di Assicurazione è un sindacato italiano presente su tutto il territorio nazionale e rappresenta la categoria degli intermediari di assicurazione in tutte le sedi istituzionali. Fornisce ai propri associati, oltre alla tutela sindacale, patrocinio legale, supporto in ambito giuslavoristico e attività di formazione, secondo gli obblighi vigenti per i professionisti.
Svolge attività sia a livello nazionale che regionale, organizzando e promuovendo periodicamente eventi relativi al mondo assicurativo e workshop formativi, aperti ad associati e non.
Oltre ad esser componente del BIPAR e di Confcommercio, è iscritta al Registro Trasparenze del MISE. [2016-85632980-23]
Si interfaccia con ANIA per l’accordo impresa/agenti e partecipa alla definizione del CCNL dei dipendenti di agenzia, assieme alle altre organizzazioni sindacali dal 2014.

## Storia
L’atto costitutivo dell’associazione è datato al 30 novembre del 2012, sottoscritto da 168 soci fondatori, a seguito di un progetto realizzato da un gruppo di undici presidenti dei Gruppi Agenti delle compagnie Allianz, Augusta, Aviva, AXA, Carige (oggi Amissima), Cattolica, Generali Assicurazioni, Italiana, Itas, Vittoria e Zurich.
Nel 2015, ANAPA si fonde con il sindacato UNAPASS Rete ImpresAgenzia – Unione Nazionale Agenti Professionisti di Assicurazione aggiungendo al nome il titolo Rete ImpresAgenzia.

## Organigramma
Il Consiglio Direttivo è composto da un presidente nazionale, nove consiglieri eletti e diciassette rappresentanti regionali, coadiuvati da 83 presidenti provinciali. La carica di presidente nazionale è rivestita da Vincenzo Cirasola, al terzo mandato dopo l’ultimo congresso.

## Iscritti
Sui 28.713 intermediari iscritti al RUI di cui 19.728 persone fisiche e 8.985 società (Registro Unico degli Intermediari assicurativi e riassicurativi) al 31 Dicembre 2017, gli iscritti ad Anapa rappresentano circa il 10% degli intermediari assicurativi e il 37% degli agenti operativi, appartenenti ai principali gruppi assicurativi in Italia, iscritti a un sindacato o un’associazione di categoria.